# Gérard Calvet (artiste)
Pour les articles homonymes, voir Gérard Calvet et Calvet.
 (décembre 2011).
Si vous disposez d'ouvrages ou d'articles de référence ou si vous connaissez des sites web de qualité traitant du thème abordé ici, merci de compléter l'article en donnant les références utiles à sa vérifiabilité et en les liant à la section « Notes et références ».
Gérard Calvet, 3 août 1926 à Conilhac-Corbières dans l'Aude en France et mort le 6 mars 2017 à Montpellier, est un peintre et sculpteur français.

## Biographie
Après ses études au lycée de Carcassonne, il entre aux Beaux-Arts de Paris, en 1945 jusqu'en 1950, comme élève titulaire dans l'atelier d'Eugène Narbonne. Première exposition à Paris en compagnie du sculpteur Georges Oudot. Peint au quartier latin à Paris jusqu'en 1951, puis se fixe en 1952 à Montpellier, où il peint depuis.
Premier Prix Seyssaud en 1953, deuxième prix à la Biennale de Bayonne, prix de la Biennale de Menton et au festival d'Avignon, participe aux principaux salons parisiens, (Comparaison, Indépendants, Automne) et en 1965 aux Peintres témoins de leur temps. Adhère au groupe Montpellier-sète, mené par François Desnoyer. Ce groupe rassemble des artistes natifs de la région, ou qui en sont tombés amoureux comme Camille Descossy, Georges Dezeuze, Jean R. Bessil, Gabriel Couderc et Pierre Fournel.
Considéré comme un peintre figuratif, ses œuvres sont présentées au Musée national d'art moderne à Paris, Musée royal de Suède à Stockholm, Musée Louisana Humleback au Danemark, musées de Montpellier, Nice, Rodez, Béziers, Narbonne, Sète, Frontignan, Hôtel de Région du Languedoc-Roussillon.
À côté de son activité de peintre, il crée des décors et costumes de théâtre notamment pour le Printemps des Comédiens de 1988 à 1991, ainsi que des affiches : SNCF Pyrénées, région Languedoc-Roussillon.
Membre de l'Académie des sciences et lettres de Montpellier, il est fait chevalier de la légion d'honneur le 4 août 2011.

## Distinctions
- Chevalier de la Légion d'honneur (2011)